# Zalužanka
Zalužanka je zaniklá usedlost v Praze 6, která se nacházela východně od Dubského mlýna pod usedlostí Kuliška. Až do 1. poloviny 20. století patřila do katastru obce Nebušice.

## Historie
Původní hospodářská usedlost pravděpodobně získala své jméno z místa, kde stála - „za luhy“. Stavební úpravou prošla na přelomu 18. a 19. století. Její majitelé se věnovali zemědělství až do 2. poloviny 20. století.
Od 70. let 20. století sídlila v objektech Mototechna. Budovy byly zbořeny po roce 2003.